# キャッシュ・フロー見積法
キャッシュ・フロー見積法（キャッシュ・フローみつもりほう）とは、金融商品に関する会計基準によれば、債権の元本の回収及び利息の受取りに係るキャッシュ・フローを合理的に見積ることができる債権については、債権の元本及び利息について元本の回収及び利息の受取りが見込まれるときから当期末までの期間にわたり当初の約定利子率で割り引いた金額の総額と債権の帳簿価額との差額を貸倒見積高とする方法  である。
貸倒引当金の貸倒見積額の算定方法の１つであり、貸倒懸念債権として区分される金銭債権の算定方法として使用されている。
式で表すと次のようになる。
貸倒見積高　＝　債権金額　－　債権に係るキャッシュ・フローの割引現在価値